# Sin and Punishment: Successor of the Skies
 (janvier 2015).
Si vous disposez d'ouvrages ou d'articles de référence ou si vous connaissez des sites web de qualité traitant du thème abordé ici, merci de compléter l'article en donnant les références utiles à sa vérifiabilité et en les liant à la section « Notes et références ».
Sin and Punishment: Successor of the Skies (Sin and Punishment: Star Successor en Amérique du Nord), connu au Japon comme Tsumi to Batsu: Sora no Kōkeisha (罪と罰～宇宙の後継者～, lit. "Sin and Punishment: Successor of the Universe") est un jeu vidéo d'action et un Rail shooter sorti en 2009 sur Wii. C'est la suite de Sin and Punishment sorti sur Nintendo 64, iQue et sur la Console virtuelle de la Wii.
Le jeu a été annoncé pour le 2 octobre 2008 par Nintendo lors de sa conférence d'automne.

## Synopsis
Le jeu prend place plusieurs années après les événements narrés dans le jeu précédent sur Nintendo 64. Il existe deux dimensions dans l'univers : l'Espace intérieur, qui contient différentes versions de la Terre, sous l'égide des "Créateurs", et l'Espace extérieur, qui ne cesse de vouloir envahir l'autre Espace. Les "Créateurs" chargent donc certains humains de défendre les différentes Terre des attaques de l’Espace extérieur. Les envahisseurs envoient un de leurs agents sous la forme d'une jeune fille, chargée d'infiltrer la Terre n°4. Isa Jo, de la Terre n°5, est envoyé pour contrer et tuer la fille. Il découvre cependant qu'elle est amnésique et animée de sentiments humains. Touché, Isa Jo la baptise "Kachi" et décide donc ne pas obéir aux ordres des "Créateurs". Ces derniers envoient alors les Nebulox, mené par Deko, un ex-allié d'Isa Jo, afin d'éliminer les deux fugitifs.

## Système de jeu
A l'instar de son prédécesseur sur Nintendo 64, Sin and Punishment: Successor of the Skies se présente comme un shoot'em up sur rail - ou "rail shooter" -, dans lequel le joueur contrôle son personnage - Isa (garçon) ou Kachi (fille) - sur deux axes (vertical et horizontal) avec le stick du nunchuk, tandis que le décor défile sans discontinuer, les ennemis arrivant le plus souvent par vagues, sans que le joueur puisse influer sur ce déroulement. Le réticule de visée est géré par la gyroscopie de la Wiimote. La gâchette B permet de tirer, soit en continu, soit chargé ; le bouton Z de faire des roulades afin d'esquiver les tirs ennemis et autres dangers ; enfin, une attaque à l'épée permet d'attaquer et de se défendre au corps à corps, auquel il convient d'ajouter la possibilité de courir au sol, sauter et voler dans les airs.